# Thor Ørvig
Thor Ørvig (Kragerø, 14 de dezembro de 1891 — Oslo, 17 de junho de 1965) foi um velejador norueguês, campeão olímpico. Ele competiu nos Jogos Olímpicos de Verão de 1920 na classe 12 Metre e conquistou a medalha de ouro na disputa realizada segundo as regras de 1919 a bordo do Heira II com Olaf Ørvig, Arthur Allers, Kaspar Hassel, Erik Ørvig, Johan Friele, Martin Borthen, Egill Reimers e Christen Wiese.